# Anders Linder

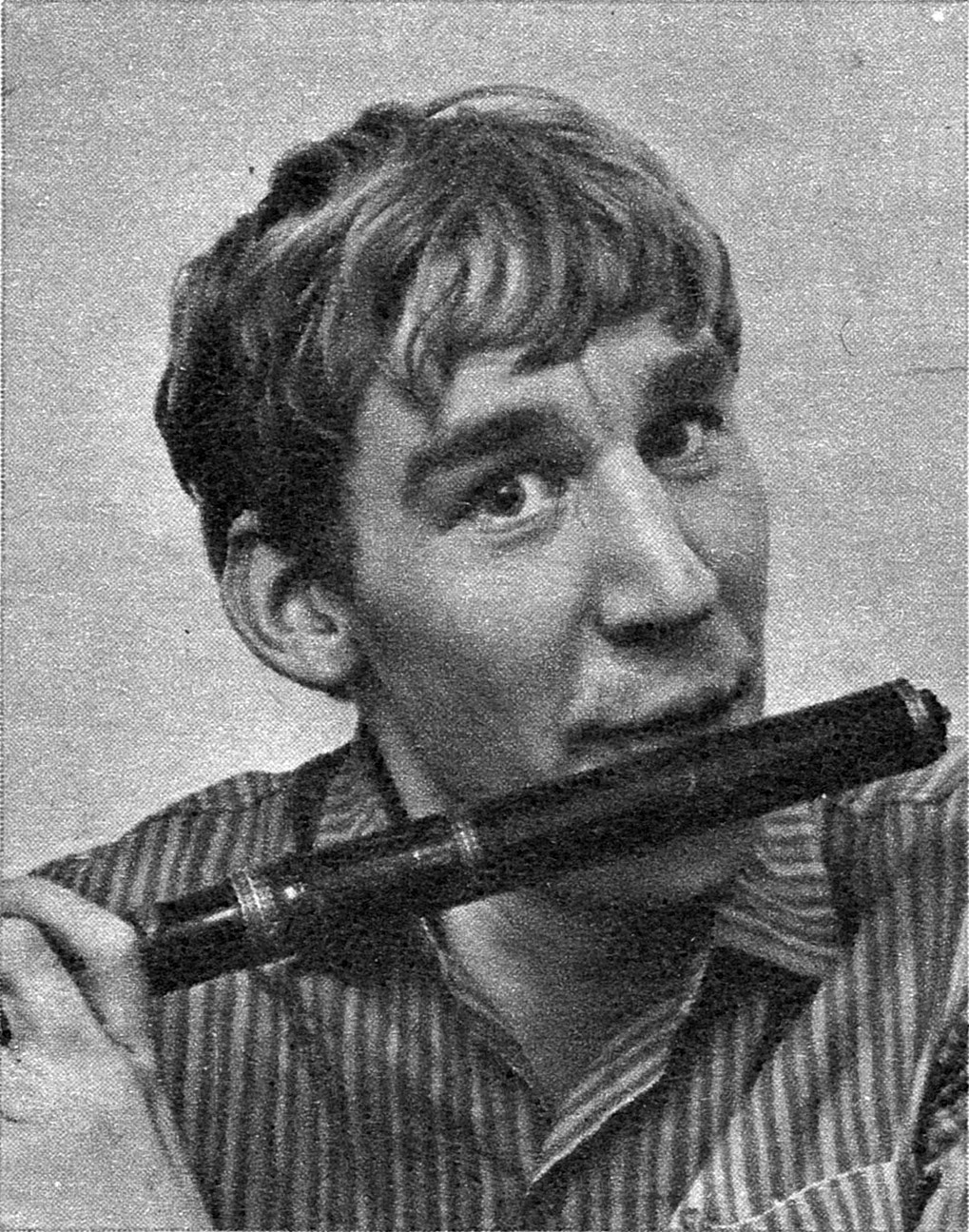
Fotografía de Anders Linder.

Anders Hjalmar Linder (nacido el 27 de agosto de 1941 en Solna, Suecia) es un actor y músico de jazz sueco, famoso para sus participaciones en programas de televisión de niños, incluidan Björnes magasin, Vintergatan, Ville, Valle och Viktor y Kapten Zoom. Es hijo de Erik Hjalmar Linder y el padre de Olle Linder.